# G/Geschichte
G/Geschichte ist eine 1979 gegründete Monatszeitschrift, die sich historischen Themen widmet. Sie erscheint im Verlag Herder in Freiburg im Breisgau.

## Verlage
Die Zeitschrift erschien erstmals zum Juli 1979 unter dem Titel G-Geschichte mit Pfiff und war ursprünglich als Unterrichtsbegleitung für Schüler und Lehrer gedacht. Seit den 1980er Jahren wendet sie sich an ein allgemein geschichtsinteressiertes Publikum. Gründungsverlag war der Johann Michael Sailer Verlag Nürnberg, der seit 2008 zur Bayard Mediengruppe Deutschland in Augsburg gehört. Zur Ausgabe 1/2001 erfolgte die Umbenennung von G – Geschichte mit Pfiff in G/Geschichte. Innerhalb der Verlagsgruppe wechselte die Zeitschrift 2009 zum Verlag Bayard Media und 2021 zu Roularta Media Deutschland. Zum 1. November 2024 übernahm der Herder Verlag die Zeitschrift. Die verkaufte Auflage ist nicht bekannt, die Druckauflage liegt laut Mediadaten 2023 bei 40.000 Exemplaren.

## Aufbau und Inhalt
Charakteristikum von G/Geschichte ist das ausführliche Titelthema, das rund zwei Drittel jeder Ausgabe einnimmt. Das jeweilige Thema kann aus allen Epochen oder Kulturkreisen der Weltgeschichte stammen und wird unter Berücksichtigung verschiedener Aspekte behandelt. Dieser Ansatz und die Verwendung unterschiedlicher Präsentationsformen haben die populärwissenschaftliche Darstellung der letzten 30 Jahre nachhaltig beeinflusst.
Neben dem Titelthema bietet jede Ausgabe das Porträt einer historischen Persönlichkeit; im „Blickpunkt“ werden die historischen Hintergründe aktueller Schlagzeilen beleuchtet. Dazu gibt es die Serie „Geschichte im Alltag“ und eine Wechselserie zu kulturhistorischen Phänomenen. Im Serviceteil werden aktuelle Ausstellungen und Neuerscheinungen vorgestellt. Der Internetauftritt bietet ergänzende Beiträge und Informationen, Bibliografien, TV-Tipps zum Tage und ein Forum.
In den früheren Ausgaben kamen die beiden Comicfiguren Histor und Histörchen häufig vor, die dann in den 1990er Jahren nur mehr die Rätselfrage stellten und schließlich im neuen Jahrtausend komplett aus dem Heft verschwanden.
Chefredakteur war von 1979 bis zur Ausgabe Februar 2009 Franz Metzger. Seit März 2009 ist Klaus Hillingmeier verantwortlich, seit Mai 2017 gemeinsam mit Christian Pantle.

## G/Geschichte Porträt
Seit 2015 erscheinen neben der regulären Monatszeitschrift noch monothematische Sonderhefte, anfangs zwei Mal im Jahr unter dem Titel „G/Geschichte Spezial“, seit Ende 2017 vier Mal jährlich unter dem Titel "G/Geschichte Porträt". Jeweils zwei der vier Ausgaben widmen sich einer Metropole (Prag, Berlin, Venedig) oder einer Landschaft beziehungsweise einem Fluss (Bayern, Donau, Nil, Seidenstraße), die anderen beiden Ausgaben befassen sich mit einer historischen Persönlichkeit (Karl Marx, Peter der Große, Humboldt).

## Autoren und Gastautoren
- Çiğdem Akyol
- Eva-Maria Bast
- Bruno Bleckmann
- Klaus-Jürgen Bremm
- Bernd Brunner
- Roman Deininger
- Christoph Driessen
- Joachim Ehlers
- Agnes Fazekas
- Karin Feuerstein-Praßer
- Hauke Friederichs
- Kay Peter Jankrift
- Stefan von Kempis
- Thomas Kramer
- Alexander Krützfeldt
- Philipp Lichterbeck
- Tim Pröse
- Stefan Rinke
- Uwe Ritzer
- Karin Schneider-Ferber
- Michael Schophaus
- Rudolf Simek
- Philipp W. Stockhammer
- Michael Zeuske

## Interviewpartner
- Sabine Adler
- Helmut Altrichter
- Birgit Aschmann
- Falko Daim
- Marian Füssel
- Rebecca Gablé
- Katja Gloger
- Bartholomäus Grill
- Martin Jehne
- Thomas Kielinger
- Jan Kusber
- Arnulf Krause
- Stephan Malinowski
- Harald Meller
- Günther Moosbauer
- Sönke Neitzel
- Dorothee Nolte
- Salvatore Ortisi
- Jiří Padevět
- Gerhard Polt
- Karen Radner
- Petra Reski
- Maren Röger
- Bernd U. Schipper
- Bernd Schneidmüller
- André Thieme (Historiker)
- Karina Urbach
- Chris Wahl